# Gran Parma Rugby 2009-2010

## Super 10 2009-10

### Stagione regolare
| Incontro                   | Andata | Ritorno |
| -------------------------- | ------ | ------- |
| Petrarca — Gran Parma      | 32-29  | 35-8    |
| Gran Parma — L’Aquila      | 26-13  | 12-28   |
| Veneziamestre — Gran Parma | 30-19  | 17-24   |
| Gran Parma — Parma         | 15-36  | 28-25   |
| I Cavalieri — Gran Parma   | 35-0   | 23-14   |
| Gran Parma — Rovigo        | 23-23  | 15-20   |
| Benetton — Gran Parma      | 43-6   | 36-10   |
| Gran Parma — Viadana       | 13-10  | 15-19   |
| Rugby Roma — Gran Parma    | 30-10  | 7-13    |

#### Risultati della stagione regolare
| Posizione | G  | V | N | P  | PF  | PS  | DP   | B | Pt |
| --------- | -- | - | - | -- | --- | --- | ---- | - | -- |
| 9ª        | 18 | 5 | 1 | 12 | 280 | 462 | -182 | 3 | 25 |

## Coppa Italia 2009-10

### Prima fase
| Incontro                 | Risultato |
| ------------------------ | --------- |
| Gran Parma — Benetton    | 10-38     |
| Rovigo — Gran Parma      | 36-12     |
| Gran Parma — Parma       | 13-16     |
| I Cavalieri — Gran Parma | 61-17     |

#### Risultati della prima fase
| Posizione | G | V | N | P | PF | PS  | DP  | B | Pt |
| --------- | - | - | - | - | -- | --- | --- | - | -- |
| 5ª        | 4 | 0 | 0 | 4 | 52 | 151 | -99 | 1 | 1  |